# À vendre - In vendita
À vendre - In vendita (À vendre) è un film del 1998 scritto e diretto da Laetitia Masson.

## Trama
All'investigatore privato Luigi Primo viene affidata la ricerca di France, una donna che, pochi giorni prima delle nozze, ha lasciato il futuro marito, sparendo nel nulla con 500 mila franchi. Scoprirà, nel corso delle indagini, l'esistenza tormentata della donna, tenuta così a lungo segreta.

## Distribuzione
È stato presentato nella sezione Un Certain Regard del 51º Festival di Cannes.

## Riconoscimenti
- 1998 - Festival di Cannes
  - In concorso per il premio Un Certain Regard
- 1999 - Premio César
  - Candidatura per la migliore attrice a Sandrine Kiberlain